# Route nationale 672
Die Route nationale 672, kurz N 672 oder RN 672, war eine französische Nationalstraße, die von 1933 bis 1973 zwischen Sainte-Foy-la-Grande und Saint-Macaire verlief. Ihre Länge betrug 55 Kilometer.